# Aaron Burr
Aaron Burr (Newark (New Jersey), 6 februari 1756 - Staten Island (New York), 14 september 1836) was een Amerikaans politicus en de derde vicepresident van de Verenigde Staten (van 1801 tot 1805). Hij doodde Alexander Hamilton in een duel.
Burr was de kleinzoon van de bekende predikant Jonathan Edwards. Zijn eigen vader was ook dominee. Burr studeerde aanvankelijk theologie maar stapte twee jaar nadien over op een rechtenstudie. Van 1775 tot 1779 streed Burr in de Amerikaanse Onafhankelijkheidsoorlog in het koloniale leger, waar hij het tot luitenant-kolonel bracht.
Burr vestigde zich in 1783 in New York en werd in 1791 voor New York lid van de Amerikaanse Senaat. Hij was presidentskandidaat bij de verkiezingen van 1792, 1796 en 1800. In 1799 richtte hij de Manhattan Company op, die zowel een bankbedrijf als een drinkwatervoorziening ging exploiteren. Maar aangezien het Burr om de bankvergunning te doen was geweest, kwam er van het waterbedrijf weinig terecht. Van de bank des te meer, deze zou uitgroeien tot de machtige Chase Manhattan Bank van de familie Rockefeller.
In 1800 was Aaron Burr weer presidentskandidaat voor de Democratische-Republikeinen. Door de toen geldende regels voor de presidentsverkiezingen kregen Jefferson en Burr gelijke aantallen stemmen in het Kiescollege en werd de verkiezing uiteindelijk in het Huis van Afgevaardigden beslist. Daar waren het Jefferson en Burrs politieke rivalen, de Federalisten, die de doorslag gaven. Alexander Hamilton, de leider van de Federalisten, spoorde uiteindelijk zijn partij aan om Jefferson te steunen en mede hierdoor werden Hamilton en Burr dodelijke rivalen. Burr moest genoegen nemen met het vicepresidentschap onder Jefferson.
Op 11 juli 1804 daagde Burr Hamilton uit tot een duel waarin Burr het dodelijke schot zou lossen. Burr werd aangeklaagd voor moord in twee staten, maar nooit vervolgd. Na een korte vlucht richting het zuiden keerde Burr terug naar Washington om zijn termijn als vicepresident uit te dienen.
Na zijn termijn werd Burr verdacht van betrokkenheid bij een complot om in het toenmalige zuidwesten van de VS een aparte republiek te stichten met zichzelf aan het hoofd. Hiervoor werd hij in 1807 gearresteerd. Hij werd berecht voor verraad, maar werd vrijgesproken. Na een verblijf in het buitenland keerde Burr in 1812 terug naar New York en hervatte hij zijn loopbaan als advocaat. Hij overleed in 1836 op tachtigjarige leeftijd en werd begraven in Princeton in de staat New Jersey.